# Gran Canaria
Gran Canaria (din spaniolă: marea [insulă] a câinilor) este o insulă din arhipelagul „Insulele Canare” (din Oceanul Atlantic) care ține de Spania. Are o suprafață de 1.560,1 km², fiind ca mărime a treia insulă din arhipelag (după Tenerife și Fuerteventura). Constituie o comunitate autonomă a Spaniei. Are o formă aproape circulară cu diametrul de circa 50 km. Lungimea totală a plajelor este de circa 136 km.
Luată după populație (2009: 838.397 locuitori), insula este în arhipelag pe locul 2 după Tenerife. Capitala insulei este orașul Las Palmas de Gran Canaria. Las Palmas este centrul turismului canarian, un oraș cosmopolit și unul dintre cele mai mari porturi ale Spaniei. Orașul a fost fondat în anul 1478 de către Juan Rejon. Fostul sediu al guvernului insular, Casa de Colon, se află în Vegueta, cel mai vechi cartier din Las Palmas. Stilul arhitectural al orașului: cu străduțe întortochiate, cu balcoane sculptate în lemn, cu palate în stil renascentist sau baroc, încântă ochii vizitatorilor.
De pe conul vulcanic Montana de Aruca pot fi observate numeroase plantații de bananieri de pe insulă.
Insulele Canare (în ordinea formării, respectiv vȃrstei geologice) sunt următoarele: Fuerteventura, Lanzarote, Gran Canaria, Tenerife, La Gomera, La Palma, El Hierro. 

## Formarea Insulelor Canare
Formarea Insulelor Canare a avut loc în mai multe faze de erupții vulcanice submarine:

- în intervalul cuprins între 15-22 milioane de ani s-a format o mare insulă, care a dăinuit pănă la ultima glaciațiune. In urma topirii gheții, nivelul apelor marine a crescut, luȃnd naștere din prima insulă 2 insule separate (Fuerteventura și Lanzarote), despărțite de un canal lung de 10 km și adȃnc de 40 m. 

- acum 11-14,5 milioane de ani au luat naștere insulele vulcanice Gran Canaria, Tenerife și La Gomera. 

- în urmă cu 2 milioane de ani s-a format insula La Palma, apoi insula El Hierro (1,5 milioane ani).
Lanțul Insulelor Canare s-a format prin mișcarea lentă a plăcii tectonice africane peste un hotspot static (punct fierbinte), care a furnizat magmă din adȃncime prin crăpăturile scoarței spre suprafață.

## Clima
| Date climatice pentru Gran Canaria Airport (1981-2010)                         | Date climatice pentru Gran Canaria Airport (1981-2010) | Date climatice pentru Gran Canaria Airport (1981-2010) | Date climatice pentru Gran Canaria Airport (1981-2010) | Date climatice pentru Gran Canaria Airport (1981-2010) | Date climatice pentru Gran Canaria Airport (1981-2010) | Date climatice pentru Gran Canaria Airport (1981-2010) | Date climatice pentru Gran Canaria Airport (1981-2010) | Date climatice pentru Gran Canaria Airport (1981-2010) | Date climatice pentru Gran Canaria Airport (1981-2010) | Date climatice pentru Gran Canaria Airport (1981-2010) | Date climatice pentru Gran Canaria Airport (1981-2010) | Date climatice pentru Gran Canaria Airport (1981-2010) | Date climatice pentru Gran Canaria Airport (1981-2010) |
| Luna                                                                           | Ian                                                    | Feb                                                    | Mar                                                    | Apr                                                    | Mai                                                    | Iun                                                    | Iul                                                    | Aug                                                    | Sep                                                    | Oct                                                    | Nov                                                    | Dec                                                    | Anual                                                  |
| ------------------------------------------------------------------------------ | ------------------------------------------------------ | ------------------------------------------------------ | ------------------------------------------------------ | ------------------------------------------------------ | ------------------------------------------------------ | ------------------------------------------------------ | ------------------------------------------------------ | ------------------------------------------------------ | ------------------------------------------------------ | ------------------------------------------------------ | ------------------------------------------------------ | ------------------------------------------------------ | ------------------------------------------------------ |
| Maxima medie °C (°F)                                                           | 20.8 (69,4)                                            | 21.2 (70,2)                                            | 22.3 (72,1)                                            | 22.6 (72,7)                                            | 23.6 (74,5)                                            | 25.3 (77,5)                                            | 26.9 (80,4)                                            | 27.5 (81,5)                                            | 27.2 (81)                                              | 26.2 (79,2)                                            | 24.2 (75,6)                                            | 22.2 (72)                                              | 24,2 (75,6)                                            |
| Media zilnică °C (°F)                                                          | 17.9 (64,2)                                            | 18.2 (64,8)                                            | 19.0 (66,2)                                            | 19.4 (66,9)                                            | 20.4 (68,7)                                            | 22.2 (72)                                              | 23.8 (74,8)                                            | 24.6 (76,3)                                            | 24.3 (75,7)                                            | 23.1 (73,6)                                            | 21.2 (70,2)                                            | 19.2 (66,6)                                            | 21,1 (70)                                              |
| Minima medie °C (°F)                                                           | 15.0 (59)                                              | 15.0 (59)                                              | 15.7 (60,3)                                            | 16.2 (61,2)                                            | 17.3 (63,1)                                            | 19.2 (66,6)                                            | 20.8 (69,4)                                            | 21.6 (70,9)                                            | 21.4 (70,5)                                            | 20.1 (68,2)                                            | 18.1 (64,6)                                            | 16.2 (61,2)                                            | 18,0 (64,4)                                            |
| Precipitații mm (inches)                                                       | 25 (0.98)                                              | 24 (0.94)                                              | 13 (0.51)                                              | 6 (0.24)                                               | 1 (0.04)                                               | 0 (0)                                                  | 0 (0)                                                  | 0 (0)                                                  | 9 (0.35)                                               | 16 (0.63)                                              | 22 (0.87)                                              | 31 (1.22)                                              | 151 (5,94)                                             |
| Nr. de zile cu precipitații (≥ 1 mm)                                           | 3                                                      | 3                                                      | 2                                                      | 1                                                      | 0                                                      | 0                                                      | 0                                                      | 0                                                      | 1                                                      | 2                                                      | 4                                                      | 5                                                      | 22                                                     |
| Ore însorite                                                                   | 184                                                    | 191                                                    | 229                                                    | 228                                                    | 272                                                    | 284                                                    | 308                                                    | 300                                                    | 241                                                    | 220                                                    | 185                                                    | 179                                                    | 2.821                                                  |
| Sursă: World Meteorological Organization (UN), Agencia Estatal de Meteorología |                                                        |                                                        |                                                        |                                                        |                                                        |                                                        |                                                        |                                                        |                                                        |                                                        |                                                        |                                                        |                                                        |

## Galerie de imagini

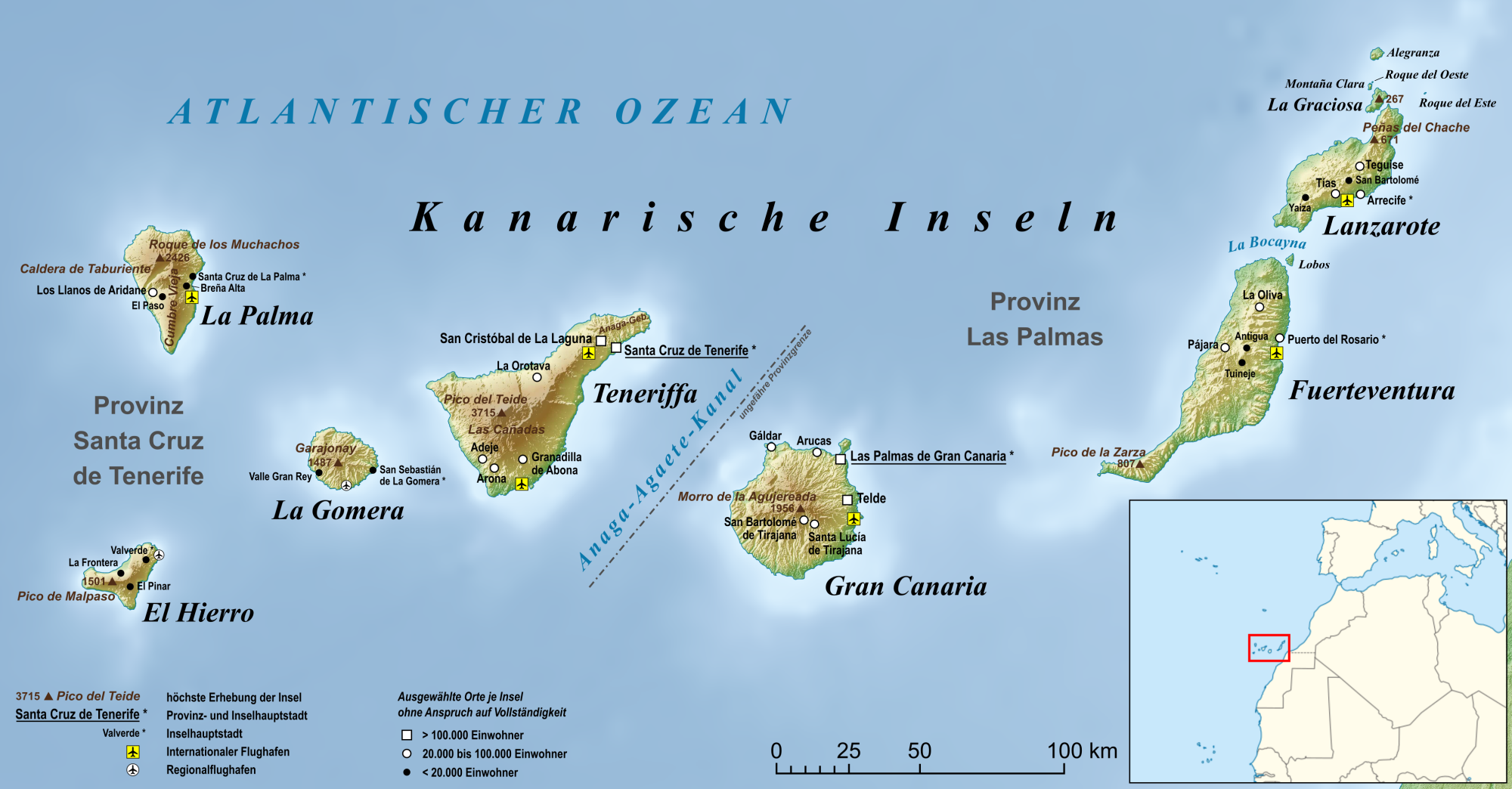
Insulele Canare